# Yukihiro Matsumoto
Yukihiro Matsumoto (en japonès: 松本行弘, Matsumoto Yukihiro, conegut com a Matz) (Prefectura d'Osaka, 14 d'abril de 1965) és programador reconegut per ser el creador de Ruby. Es va graduar en Ciències de la Informació per la Universitat de Tsukuba. És casat i amb quatre fills, actualment viu a la Prefectura de Shimane on és el cap de l'àrea de recerca de la companyia Network Communications Laboratory (Integrant sistemes de codi obert).
Autor dels llibres:
- Ruby in a Nutshell
- The Ruby Programming Language